# Genocyber
Genocyber (ジェノサイバー Jenosaibā?) är en japansk cyberpunkmangaserie från 1993 av Tony Takezaki. 1994 blev den även en OVA-serie. Serien utspelar sig i framtiden i bland annat Hongkong.

### Fotnoter
1. ↑  Justin Sevakis (4 oktober 2007). ”Buried Treasure” (på engelska). Animenewsnetwork. http://www.animenewsnetwork.com/buried-treasure/2007-10-04. Läst 29 april 2015.